# Gransjön (Kvillinge socken, Östergötland, 650676-151905)
Gransjön är en sjö i Norrköpings kommun i Östergötland och ingår i Kilaån-Motala ströms kustområde. Gransjön ligger i Rödgölen-Svartgölen Natura 2000-område.